# Język aiwo
Język äiwoo (także: ayiwo, reefs) – język z grupy malajsko-polinezyjskiej, który jest używany na Wyspach Salomona (Wyspy Santa Cruz, Reef Islands). Według danych z 1999 r. posługuje się nim 8400 osób.
Wykazuje wiele cech nietypowych dla języków oceanicznych. Dawniej był zaliczany do rodziny wschodniopapuaskiej. 
W użyciu jest też język neosalomoński, a w mniejszym zakresie angielski. Äiwoo wykazuje wpływy leksykalne języka vaeakau-taumako, z którym przeszedł długookresową historię kontaktu.
„Äiwoo” to sztuczny termin wprowadzony w II poł. XX w. Sami użytkownicy określają ten język mianem nââude (dosł. „nasz język”).
Jest zapisywany alfabetem łacińskim, aczkolwiek brak wypracowanej ortografii.